# Héctor Urbina
Héctor Urbina (Monterrey, Nuevo León; 17 de septiembre de 1987) es un artista marcial mixto mexicano que ha competido en la división de peso wélter en promociones como Ultimate Fighting Championship (UFC), Bellator MMA y King of the Cage (KOFC).

## Carrera de artes marciales mixtas

### Carrera temprana
Después de compilar un récord de 2-0 como amateur, Urbina hizo su debut profesional en MMA en septiembre de 2006. Durante los primeros dos años de su carrera, acumuló un récord de 12-4 y luchó por varias promociones.

### Bellator Fighting Championships
Urbina peleó en los primeros años de la era conocida como Bellator Fighting Championships. En abril de 2009, se enfrentó al futuro campeón Lyman Good en Bellator 2, perdiendo por sumisión técnica. Un mes después, se enfrentó a Ira Boyd en Bellator 6 y esta vez ganó por nocaut técnico en el primer asalto.

### Ultimate Fighting Championship
Después de regresar a la escena independiente de MMA donde acumuló un récord de 3 victorias, 3 derrotas y 1 empate durante los siguientes cinco años, Urbina firmó para el UFC. Hizo su debut el 15 de noviembre de 2014 contra Edgar García en UFC 180. Urbina venció a García por sumisión en el primer asalto.
Urbina estaba programado para enfrentarse a Albert Tumenov en UFC 188. Sin embargo, se retiró de la pelea debido a una lesión en el brazo.
Urbina regresó al octágono contra Bartosz Fabiński el 21 de noviembre de 2015 en la final de The Ultimate Fighter Latin America 2. Perdió la pelea por decisión unánime.
Luego estaba programado que Urbina se enfrentara a George Sullivan en UFC on FOX 20. Sin embargo, esta pelea fue cancelada debido a una violación de la USADA por parte de Sullivan.
Urbina luego se enfrentó a Vicente Luque el 24 de septiembre de 2016 en UFC Fight Night: Cyborg vs. Länsberg. Perdió la pelea por nocaut en el primer asalto.
En 2017, Urbina fue anunciado como uno de los peleadores del programa The Ultimate Fighter: Redemption. En el primer episodio, Cody Garbrandt le eligió en cuarto lugar para estar en su equipo. Estaba programado para enfrentar a James Krause en la primera pelea del programa. Sin embargo, después de dos días de reducir peso, Urbina no pudo alcanzar el límite de peso welter de 171 libras, y solo bajó a 188,4 libras. Al final, fue retirado de la pelea y del espectáculo, siendo reemplazado por Johnny Núñez.

## Récord en artes marciales mixtas
| Récord profesional | Récord profesional | Récord profesional |
| 29 peleas          | 17 victorias       | 11 derrotas        |
| ------------------ | ------------------ | ------------------ |
| Nocaut             | 9                  | 7                  |
| Sumisión           | 5                  | 2                  |
| Decisión           | 2                  | 2                  |
| Descalificación    | 1                  | 0                  |
| Empate             | 1                  | 1                  |

| Resultado | Récord  | Oponente          | Método                                          | Evento                                     | Fecha                    | Ronda | Tiempo | Localización     | Notas |
| --------- | ------- | ----------------- | ----------------------------------------------- | ------------------------------------------ | ------------------------ | ----- | ------ | ---------------- | ----- |
| Derrota   | 17–11–1 | Dequan Townsend   | KO (patada en la cabeza)                        | New League Fights 7: Hallows Eve           | 28 de octubre de 2017    | 1     | 1:16   | Montpelier       |       |
| Derrota   | 17–10–1 | Vicente Luque     | KO (golpe)                                      | UFC Fight Night: Cyborg vs. Lansberg       | 24 de septiembre de 2016 | 1     | 1:00   | Brasilia         |       |
| Derrota   | 17–9–1  | Bartosz Fabiński  | Decisión (unánime)                              | UFC Fight Night: Magny vs. Gastelum        | 21 de noviembre de 2015  | 3     | 5:00   | Monterrey        |       |
| Victoria  | 17–8–1  | Edgar García      | Sumisión (rear-naked choke)                     | UFC 180                                    | 15 de noviembre de 2014  | 1     | 3:38   | Ciudad de México |       |
| Victoria  | 16–8–1  | Nick Duell        | TKO (golpes)                                    | NAAFS: Fight Night in the Flats 9          | 1 de junio de 2013       | 3     | 3:35   | Cleveland        |       |
| Derrota   | 15–8–1  | Tyler Beckley     | TKO (paro médico)                               | Purgatory FS 10: Purgatory Fight Series 10 | 7 de diciembre de 2012   | 1     | 1:32   | Toledo           |       |
| Derrota   | 15–7–1  | Nissen Osterneck  | Decisión (dividida)                             | Warfare 6: Friday Night Fights             | 24 de agosto de 2012     | 3     | 5:00   | Myrtle Beach     |       |
| Victoria  | 15–6–1  | Travis Clark      | Sumisión (guillotine choke)                     | NAAFS: Caged Fury 17                       | 27 de abril de 2012      | 1     | 0:16   | Morgantown       |       |
| Empate    | 14–6–1  | Tomar Washington  | Empate Técnico (codazos ilegales de Washington) | Warfare 4: Fight Night at the Palace       | 11 de marzo de 2012      | 1     | 1:00   | Myrtle Beach     |       |
| Victoria  | 14–6    | William Hill      | TKO (golpes)                                    | AFA 6: Uprising                            | 16 de abril de 2011      | 1     | 3:20   | Fort Wayne       |       |
| Derrota   | 13–6    | Brendan Seguin    | TKO (golpes)                                    | IFL: The Saint Valentine's Day Massacre    | 18 de febrero de 2011    | 1     | 3:51   | Auburn Hills     |       |
| Victoria  | 13–5    | Ira Boyd          | TKO (lesión en el brazo)                        | Bellator 6                                 | 8 de mayo de 2009        | 1     | 0:19   | Robstown         |       |
| Derrota   | 12–5    | Lyman Good        | Sumisión (rear-naked choke)                     | Bellator 2                                 | 10 de abril de 2009      | 2     | 3:22   | Uncasville       |       |
| Victoria  | 12–4    | David Kleczkowski | TKO (golpes)                                    | AMMA 1                                     | 14 de junio de 2008      | 2     | 1:19   | Chicago          |       |
| Derrota   | 11–4    | Fernando Gonzalez | Sumisión (guillotine choke)                     | KOTC: Fight Nite at the Shrine             | 19 de abril de 2008      | 2     | 1:10   | Los Ángeles      |       |
| Victoria  | 11–3    | Herbert Goodman   | Decisión (unánime)                              | KOTC: Sub Zero                             | 12 de enero de 2008      | 3     | 3:00   | Lac du Flambeau  |       |
| Victoria  | 10–3    | Joe Kennedy       | KO (golpe)                                      | KOTC: Damage Inc.                          | 17 de noviembre de 2007  | 1     | 2:24   | Rockford         |       |
| Victoria  | 9–3     | Ray Lizama        | Decisión (unánime)                              | ShoXC: Elite Challenger Series             | 25 de agosto de 2007     | 3     | 5:00   | Vicksburg        |       |
| Victoria  | 8–3     | Adrian Serrano    | KO (golpe)                                      | KOTC: Damage Control                       | 26 de mayo de 2007       | 1     | 1:18   | Chicago          |       |
| Derrota   | 7–3     | Jason Miller      | TKO (golpes)                                    | Icon Sport: Epic                           | 31 de marzo de 2007      | 1     | 1:11   | Honolulu         |       |
| Victoria  | 7–2     | John Doyle        | Sumisión (choke)                                | EC 74                                      | 10 de marzo de 2007      | 0     | 0:00   | Iowa City        |       |
| Victoria  | 6–2     | Jason Louck       | N/A                                             | EC 74                                      | 10 de marzo de 2007      | N/A   | N/A    | Iowa City        |       |
| Derrota   | 5–2     | Adam Maciejewski  | TKO (golpes)                                    | KOTC: Hard Knocks                          | 19 de enero de 2007      | 1     | 2:50   | Rockford         |       |
| Victoria  | 5–1     | Eli Moreno        | TKO (golpes)                                    | FCFS 5                                     | 15 de diciembre de 2006  | 1     | 0:42   | Fort Wayne       |       |
| Victoria  | 4–1     | Cedric James      | Sumisión (rear-naked choke)                     | FOG: Fists of Glory                        | 9 de diciembre de 2006   | 1     | 1:01   | Rockford         |       |
| Victoria  | 3–1     | Rudy Rosales      | TKO (golpes)                                    | FCFS 4: Damage Control                     | 19 de noviembre de 2006  | 1     | 1:32   | Auburn           |       |
| Derrota   | 2–1     | Tim Kennedy       | KO (golpe)                                      | FF 7: Fightfest 7                          | 23 de septiembre de 2006 | 1     | 1:51   | Cleveland        |       |
| Victoria  | 2–0     | Shane Lightle     | TKO (golpes)                                    | FCFS 3                                     | 16 de septiembre de 2006 | 1     | 3:13   | Auburn           |       |
| Victoria  | 1–0     | Brian Brannon     | Sumisión (rear-naked choke)                     | HHCF 27: Rumble at the Rodeo 2             | 2 de septiembre de 2006  | 1     | 1:16   | Chillicothe      |       |